# Vonsbæk Sogn
Vonsbæk Sogn er et sogn i Haderslev Domprovsti (Haderslev Stift).
Vonsbæk Sogn hørte til Haderslev Herred i Haderslev Amt. Vonsbæk sognekommune blev ved kommunalreformen i 1970 indlemmet i Haderslev Kommune.
I Vonsbæk Sogn ligger Vonsbæk Kirke.
I sognet findes følgende autoriserede stednavne:
- Avnø Vig (vandareal)
- Bæk (bebyggelse)
- Feldum (bebyggelse)
- Jørl Hage (areal)
- Kilen (vandareal)
- Nabbe (bebyggelse)
- Vonsbæk (bebyggelse, ejerlav)
- Ørby (bebyggelse, ejerlav)
- Ørby Hage (areal)
- Ørbyhage (bebyggelse)

## Afstemningsresultat
Folkeafstemningen ved Genforeningen i 1920 gav i Vonsbæk Sogn 426 stemmer for Danmark, 26 for Tyskland. Af vælgerne var 114 tilrejst fra Danmark, 21 fra Tyskland. 